# Daniel Evans
Daniel Evans (Birmingham, 23 maggio 1990) è un tennista britannico.
Ha vinto in singolare due titoli ATP, il Murray River Open nel 2021 e il Washington Open nel 2023, su quattro finali disputate. Nel 2015 ha fatto parte della squadra britannica vincitrice della Coppa Davis. I suoi migliori ranking ATP sono la 21ª posizione in singolare dell'agosto 2023 e la 52ª in doppio dell'aprile 2021.

## Primi anni e vita personale
Evans è cresciuto nella zona di Hall Green a Birmingham, suo padre è un elettricista, sua madre un'infermiera, e ha due sorelle maggiori. Ha iniziato a giocare a squash all'età di sette anni con il padre a Solihull scoprendo per caso il tennis a 10 anni quando inizia ad allenarsi all' Edgbaston Priory Club di Birmingham.
All'età di 13 anni si è trasferito a Loughborough per vivere con una famiglia ospitante mentre si allenava presso l'accademia della LTA alla Loughborough University. Del suo periodo a Loughborough, ha detto: "Non sono mai stato il migliore a 14 e 15 anni, anzi, probabilmente ero il peggiore. Ero più piccolo degli altri e mi sviluppavo un po' in ritardo, ma ho sempre pensato di essere abbastanza bravo e alla fine ero il migliore."

## Carriera

### Junior: 2004- 2007
Fa parte della squadra britannica che vince la World Junior Tennis nella Repubblica Ceca all'età di 14 anni, sotto la guida degli allenatori della LTA Academy, Mark Taylor e Leighton Alfred, che hanno continuato a lavorare con lui sporadicamente nel corso degli anni. 
A marzo 2006 si aggiudica il titolo juniores a Marcq-en-Barœul, portandosi in vetta alla classifica europea under 16.
Nel 2007 vince un torneo junior in Paraguay. Nel corso della stagione vince anche tornei di doppio in coppia con David Rice in Brasile, Uruguay e Francia. In questo periodo Evans viene seguito dal coach Mark Hilton al Nottingham Tennis Center.

### 2008, primi titoli Futures e riconoscimento britannico.
All'inizio del 2008 viene seguito al National Tennis Center da Paul Annacone, l'allenatore capo maschile della LTA, che aveva allenato tennisti come Pete Sampras e Tim Henman. Dopo alcune uscite fuori orario gli viene negato l'accesso ai centri di pratica e allo staff tecnico della LTA, così torna ad allenarsi a Solihull, al West Warwickshire Club. Vince qualche torneo Futures e a fine anno, che chiude al 477º posto del ranking, gli viene assegnato il premio LTA Male Junior Player of the Year.

### 2009- 2012, primo titolo Challenger e prime vittorie in Coppa Davis
A febbraio gioca gli spareggi per la squadra britannica di Coppa Davis. Vince il primo titolo Challenger di singolare al Jersey International a marzo, superando in finale Jan Minář per 6–3, 6–2.
Nel 2010 si qualifica per la prima volta a un torneo ATP a Auckland e perde al primo turno contro Michael Lammer. All'Australian Open viene sconfitto al primo turno di qualificazione da Julio Silva. Torna ad allenarsi al Nottingham Tennis Centre, insieme ai suoi vecchi allenatori Taylor e Alfred.
Nel 2011 Evans cambia ancora allenatore passando al belga Julien Hoferlin.
Nella nuova stagione supera le qualificazioni al Zagreb Indoors e perde in tre set contro Guillermo García López al primo turno del tabellone principale. 
A febbraio 2012, è determinante nella vittoria per 3-2 della Gran Bretagna sulla Slovacchia nel gruppo I della zona Europa / Africa di Coppa Davis, interrompendo la striscia di zero vittorie su 10 incontri, battendo Lukáš Lacko e Martin Kližan. Non potendosi permettere viaggi all'estero, trascorre i successivi 12 mesi giocando i tornei Futures in Gran Bretagna e Irlanda e vince quattro titoli in singolare. A fine anno la Lawn Tennis Association gli toglie i finanziamenti, apparentemente perché non è riuscito a convincere l'associazione del suo impegno per lo sport. mettendo così a rischio la carriera perché i genitori avevano difficoltà a sostenerlo finanziariamente.

### 2013, tre finali Challenger, terzo turno agli US Open
Evans è determinante nella vittoria in Coppa Davis contro la Russia, imponendosi nel match decisivo contro Evgenij Donskoj, la LTA torna così ad aiutarlo economicamente e a mettergli a disposizione gli allenatori e il centro di pratica al National Tennis Center di Roehampton, permettendogli quindi di poter giocare all'estero.
A giugno entra con una wild card nel tabellone principale del Nottingham Trophy, dove raggiunge i quarti di finale con i successi su Ryan Harrison e Brydan Klein e viene eliminato al turno successivo da Matthew Ebden. Entra in tabellone anche al Queen's Club Championships dove batte Guido Pella e Jarkko Nieminen, prima vittoria contro un top 50, ma esce di scena per mano di Juan Martín del Potro.
Con un'altra una wild card partecipa alle qualificazioni di Wimbledon e perde al primo turno contro Daniel Muñoz-De La Nava.
Raggiunge la sua seconda finale Challenger a Vancouver, vincendo contro Donskoy, Olivier Rochus e Bobby Reynolds; viene sconfitto dal vincitore del torneo, Vasek Pospisil. Grazie a questo risultato fa il suo ingresso nella top 200. Arriva in finale anche al Challenger di Aptos dove perde di nuovo al terzo set contro Bradley Klahn. 
Agli US open ottiene la sua vittoria più prestigiosa da inizio carriera battendo al primo turno l'undicesima testa di serie Kei Nishikori, al quale concede solo 10 giochi, con il successo su Bernard Tomic accede per la prima volta al terzo turno in una prova del Grande Slam dove viene sconfitto da Tommy Robredo.

### 2014, prima semifinale ATP e grave infortunio
Perde al secondo turno di qualificazione degli Australian Open contro Márton Fucsovics.
A febbraio partecipa alle qualificazioni del Zagreb Indoors che perde all'ultimo turno, ma è ripescato come lucky loser dopo il ritiro della settima testa di serie Radek Štěpánek. Evans quindi supera Jan Hájek, Michael Berrer e Philipp Kohlschreiber e cede in 3 equilibrati set in semifinale a Tommy Haas. A Wimbledon perde al primo turno e si procura un grave infortunio al ginocchio che lo costringe a chiudere la stagione con largo anticipo.

### 2015, crollo nel ranking, rientro, un titolo Challenger e trionfo in Coppa Davis
Ancora alle prese con il ginocchio infortunato, disputa tre soli tornei a gennaio 2015. Rientra a maggio ripartendo dal 772º posto del ranking e si aggiudica subito un torneo Futures. A Wimbledon perde l'incontro decisivo di qualificazione contro Sugita. Nel periodo successivo risale nel ranking vincendo altri 3 tornei Futures e raggiungendo la semifinale al Challenger di Vancouver. Nonostante sia solo alla 300ª posizione mondiale, prende parte alla semifinale di Coppa Davis vinta 3-2 contro l'Australia in sostituzione dell'infortunato Kyle Edmund. Anche se perde entrambi gli incontri in singolare la Gran Bretagna raggiunge comunque la finale per la prima volta dal 1978. A novembre vince il Knoxville Challenger sul duro indoor e rientra nella top 200.
Il Belgio organizza la finale di Coppa Davis sulla terra battuta al coperto e il capitano Leon Smith preferisce schierare Edmund anziché Evans. I britannici s'impongono per 3-1 e vincono la Coppa Davis 79 anni dopo il trionfo del 1936.

### 2016, tre titoli Challenger, terzo turno a Wimbledon e agli US Open
Al primo turno degli Australian Open Feliciano López gli concede solo 5 giochi. A febbraio viene battuto da Edmund nella finale del Challenger of Dallas per 6–3, 6–2. Raggiunge la finale anche al Challenger de Drummondville e sconfigge il connazionale Edward Corrie per 6–3, 6–4,. Nel doppio dello stesso torneo perde la finale insieme a Lloyd Glasspool, superati dalla coppia James Cerretani / Max Schnur.
Salta l'intera stagione su terra battuta per il secondo anno consecutivo. Ad aprile vince il Challenger di Taipei, arriva in finale senza perdere alcun set e s'impone su Konstantin Kravčuk per 3–6, 6–4, 6–4, successo che gli consente di entrare nella top 100 della classifica ATP. Una settimana dopo, i ruoli si invertono al Busan Open Challenger, dove è Kravchuk a conquistare il titolo, prevalendo su Evans con un doppio 6–4.
Entra direttamente nel tabellone principale al torneo di Wimbledon e dopo i successi contro Jan-Lennard Struff e Aleksandr Dolhopolov perde al terzo turno contro la 3ª testa di serie e sette volte campione Roger Federer. Rinuncia alle Olimpiadi di Rio e continua a giocare nel Tour per migliorare la classifica e vince il suo terzo titolo Challenger dell'anno sconfiggendo in finale ad Aptos Cameron Norrie per 6–3, 6–4.
Al secondo turno degli US Open elimina la testa di serie nº 27 Alexander Zverev e al turno successivo cede al futuro campione Stan Wawrinka in cinque set. Nella semifinale di Coppa Davis persa 3-2 contro l'Argentina viene schierato solo nell'ultima giornata e viene sconfitto nell'incontro decisivo da Leonardo Mayer, che vince in rimonta al quarto set.

### 2017, quarto round dell'Australian Open e top 50, squalifica di un anno per positività alla cocaina
A gennaio batte Dominic Thiem al Sydney International prima d'incontrare nella sua prima finale dell'ATP Tour Gilles Müller che lo supera per 7–6(5), 6–2. Agli Australian Open sconfigge fra gli altri Marin Čilić e Bernard Tomic e raggiunge per la prima volta gli ottavi di finale in uno Slam, dove viene eliminato dalla testa di serie nº 12 Jo-Wilfried Tsonga. A ottobre viene squalificato per un anno dopo che ad aprile era stato trovato positivo a un test per la cocaina. Evans ammette di averne assunto una dose in un periodo in cui non stava giocando e di avere riposto la cocaina avanzata in una borsa dove ha contaminato i farmaci consentiti che stava assumendo. Gli vengono riconosciute le attenuanti del caso, la squalifica diventa retroattiva e durerà fino all'aprile 2018.

### 2018, ritorno alle competizioni e risalita nel ranking
Ritorna a giocare il 28 aprile 2018, avendo ripreso ad allenarsi solo due mesi prima, e deve ripartire da zero punti nel ranking; sconfigge nelle qualificazioni il connazionale Corrie e poi Sam Barry, accede al tabellone principale e viene battuto subito da Lucas Miedler. In estate raggiunge la semifinale al Surbiton Trophy e la finale al Nottingham Open. Al torneo di Wimbledon supera le pre-qualificazioni ed esce al secondo incontro delle qualificazioni. Ad agosto vince il Challenger di Vancouver battendo in finale Jason Kubler al tie-break del set decisivo per 4–6, 7–5, 7–6(3). A novembre rientra nella top 200 mondiale.

### 2019-2020, numero 1 britannico e ingresso in top 30
Ritornato a buoni livelli nel 2019, raggiunge la finale di Delray Beach sconfiggendo in semifinale il nº 9 del mondo Isner ma perde contro Radu Albot al tie-break del terzo set dell'avvincente finale. Ottiene buoni risultati nei tornei Challenger, su cui spiccano i titoli conquistati a giugno nei prestigiosi Surbiton Trophy e Nottingham Open. Raggiunge il terzo turno a Wimbledon e agli US Open e il 14 ottobre diventa il nº 1 britannico nel ranking ATP. Chiude la stagione con la sconfitta contro Nadal nella semifinale di Davis persa contro la Spagna.
Inizia il 2020 raggiungendo con la squadra britannica i quarti di finale all'edizione inaugurale dell'ATP Cup. A febbraio sconfigge la settima testa di serie Andrey Rublev nei quarti di finale a Dubai, prima di essere eliminato in due set da Stefanos Tsitsipas. Grazie a questi successi entra nella top 30 della classifica ATP, in 28ª posizione. Dopo l'interruzione delle competizioni dovuta alla pandemia di COVID-19, si spinge fino alle semifinali di Anversa e Vienna e viene superato rispettivamente da Ugo Humbert e da Lorenzo Sonego, concludendo la stagione al 33º posto in classifica.

### 2021, primo titolo ATP di singolare e semifinale Masters, due finali di doppio Masters, quarto turno Slam, top 25
A febbraio vince il suo primo titolo ATP Tour nell'unica edizione del Murray River Open, sconfiggendo nel suo percorso Borna Ćorić e imponendosi in finale su Félix Auger-Aliassime per 6–2, 6–3. Ai successivi Australian Open perde al primo turno contro Norrie.
Ad aprile raggiunge al Miami Open la sua prima finale di doppio in un Masters 1000, in coppia con Neal Skupski cede alla coppia Nikola Mektić / Mate Pavić ed entra per la prima volta nella top 100 di doppio.
A Monte Carlo ottiene la sua prima vittoria in carriera su un nº 1 del mondo eliminando Novak Đoković in due set, supera quindi David Goffin e, alla sua prima semifinale in un Masters 1000, viene sconfitto da Stefanos Tsitsipas che vincerà il titolo. Nel torneo di doppio gioca ancora con Neal Skupski, raggiungendo la sua seconda finale di doppio Masters 1000 in due settimane che perdono nuovamente contro le teste di serie nº 2 Mektic/Pavic.
Al Madrid Open sconfigge Jeremy Chardy e John Millman e negli ottavi di finale perde contro la quinta testa di serie Alexander Zverev. 
Eliminato al primo turno degli Internazionali d'Italia e dell'Open di Francia, in virtù dei quarti di finale raggiunti al Nottingham Open entra nella top 25 nel giugno 2021. 
Allo Slam di Wimbledon raggiunge il terzo turno con i successi su Feliciano López e Dušan Lajović, per essere poi fermato da Sebastian Korda in quattro set. 
Agli US Open raggiunge il quarto turno di uno Slam per la seconda volta in un anno sconfiggendo Alexei Popyrin, ma esce di scena al turno successivo per mano del nº 2 del mondo Daniil Medvedev. A fine mese porta il proprio best ranking alla 22ª posizione mondiale.

### 2022, terzo turno all'Australian Open e semifinale Masters in singolare, finale di doppio Masters
Inizia la stagione all'ATP Cup, vincendo tutti gli incontri disputati nella fase a gironi contro Jan-Lennard Struff, Denis Shapovalov e Isner in singolare e in coppia con Jamie Murray battendo Kevin Krawietz / Alexander Zverev, e gli americani Isner / Fritz. Raggiunge le semifinali al Sydney International superando fra gli altri Pedro Martínez e Maxime Cressy, prima di perdere contro Aslan Karacev. Agli Australian Open sconfigge Goffin in due set al primo turno,ma al terzo turno viene eliminato da Auger-Aliassime.
Al Citi Open 2022 si ferma ai quarti di finale, mentre raggiunge la semifinale del Canadian Open, dove supera Rublev in due set e Tommy Paul nei quarti ma viene poi eliminato dal futuro vincitore del torneo Pablo Carreno Busta. Nello stesso torneo si spinge fino alla finale in doppio assieme a John Peers, dove vengono sconfitti in 3 set dal duo Neal Skupski / Wesley Koolhof.

### 2023: terzo turno dell'Australian Open, titolo ATP 500 e 21º posto nel ranking
Arriva nuovamente al terzo turno degli Australian Open dove viene eliminato da Rublev. Dopo una serie di sconfitte al primo turno, ad aprile raggiunge le semifinali a Marrakech che cede in tre set a Roberto Carballés Baena. Arriva in semifinale anche a Barcellona con i successi sul nº 11 del mondo Karen Chačanov e su Francisco Cerúndolo, dove raccoglie solo 4 giochi dal vincitore del torneo Carlos Alcaraz. Vince 1 degli 8 incontri successivi e torna a mettersi in luce ad agosto raggiungendo la sua prima finale in un ATP 500 al Washington Open grazie ai successi nei quarti di finale sul top 10 Frances Tiafoe e in semifinale su Grigor Dimitrov. Conquista il trofeo sconfiggendo Tallon Griekspoor per 7–5, 6–3, ottenendo il secondo titolo in carriera nel circuito maggiore e portando il miglior ranking alla 21ª posizione. Raggiunge il terzo turno agli US Open e cede in quattro set al nº 1 del mondo Carlos Alcaraz. Nella fase a gruppi delle finali di Coppa Davis vince entrambi i singolari giocati e due dei tre incontri di doppio, con la Gran Bretagna che si qualifica ai quarti come prima del girone. Negli ultimi cinque tornei stagionali vince in totale un solo incontro, non gioca nei quarti di Coppa Davis persi contro la Serbia e chiude il 2023 al 38º posto mondiale.

### 2024: quarti di finale in doppio alle Olimpiadi e discesa nel ranking di singolare
Nei primi quindici tornei del circuito maggiore nel 2024 vince in singolare solo tre incontri al turno di esordio e continua a scendere in classifica, tra le sconfitte al primo turno vi sono quelle nei primi tre tornei stagionali del Grande Slam. In quello stesso periodo raggiunge due volte i quarti in tornei Challenger. Prende parte ai Giochi olimpici di Parigi ed esce al secondo turno in singolare. Gioca con Andy Murray il doppio e perdono nei quarti contro Taylor Fritz e Tommy Paul, in quello che sarà l'ultimo match disputato tra i professionisti da Murray. Per giocare il torneo olimpico, Evans rinuncia a difendere il titolo a Washington e crolla al 186º posto mondiale.
Al primo turno degli US Open supera Karen Khachanov dopo 5 ore e 35 minuti di gioco con il punteggio di 6-7, 7-6, 7-6, 4-6, 6-4, match passato alla storia per essere stato il più lungo mai disputato prima agli US Open. Viene eliminato da de Minaur al terzo turno. Vince uno solo dei tre singolari ed entrambi i doppi giocati nella fase a gruppi delle finali di Coppa Davis, e la Gran Bretagna viene eliminata. Non consegue successi di rilievo negli ultimi tornei stagionali e a fine 2024 si trova alla 164ª posizione.

### 2025: crollo nel ranking e risalita
Nella prima parte del 2025 gioca quasi esclusivamente nei tornei Challenger, senza raccogliere particolari successi, e non supera le qualificazioni nei tornei del circuito maggiore. A marzo esce dalla top 200. Vi fa rientro a giugno quando supera le qualificazioni e vince contro Rinky Hijikata il suo primo incontro stagionale nel circuito maggiore al Rosmalen Open, ed esce di scena al secondo turno. Entra con una wild-card nel successivo ATP 500 del Queen's, elimina la testa di serie nº 7 Frances Tiafoe e viene di nuovo sconfitto al secondo turno. Con il successo sul nº 13 ATP Tommy Paul raggiunge il terzo turno all'Eastbourne International e viene eliminato da Jenson Brooksby, mentre al secondo turno a Wimbledon raccoglie solo cinque giochi contro Djokovic.
Al terzo turno del Washington Open viene sconfitto da Corentin Moutet dopo i successi sul nº 52 ATP Zizou Bergs e sul nº 34 Alex Michelsen, a fine torneo risale alla 129ª posizione.

## Statistiche

### Singolare

#### Vittorie (2)
| Legenda              |
| Grande Slam (0)      |
| ATP Finals (0)       |
| ATP Masters 1000 (0) |
| ATP Tour 500 (1)     |
| ATP Tour 250 (1)     |

| N. | Data            | Torneo                       | Superficie | Avversario in finale  | Punteggio |
| 1. | 7 febbraio 2021 | Murray River Open, Melbourne | Cemento    | Félix Auger-Aliassime | 6–2, 6–3  |
| 2. | 6 agosto 2023   | Washington Open, Washington  | Cemento    | Tallon Griekspoor     | 7–5, 6–3  |

#### Finali perse (2)
| Legenda              |
| Grande Slam (0)      |
| ATP Finals (0)       |
| ATP Masters 1000 (0) |
| ATP Tour 500 (0)     |
| ATP Tour 250 (2)     |

| N. | Data             | Torneo                          | Superficie | Avversario in finale | Punteggio        |
| 1. | 14 gennaio 2017  | Sydney International, Sydney    | Cemento    | Gilles Müller        | 6(5)–7, 2–6      |
| 2. | 24 febbraio 2019 | Delray Beach Open, Delray Beach | Cemento    | Radu Albot           | 6–3, 3–6, 6(7)–7 |

### Doppio

#### Finali perse (3)
| Legenda              |
| Grande Slam (0)      |
| ATP Finals (0)       |
| ATP Masters 1000 (3) |
| ATP Tour 500 (0)     |
| ATP Tour 250 (0)     |

| N. | Data           | Torneo                           | Superficie  | Compagno     | Avversari in finale         | Punteggio        |
| 1. | 3 aprile 2021  | Miami Open, Miami                | Cemento     | Neal Skupski | Nikola Mektić Mate Pavić    | 4–6, 4–6         |
| 2. | 18 aprile 2021 | Monte Carlo Masters, Monte Carlo | Terra rossa | Neal Skupski | Nikola Mektić Mate Pavić    | 3–6, 6–4, [7–10] |
| 3. | 14 agosto 2022 | Canadian Open, Toronto           | Cemento     | John Peers   | Neal Skupski Wesley Koolhof | 2–6, 6–4, [6–10] |

### Tornei minori

#### Singolare

##### Vittorie (22)
| Legenda tornei minori |
| Challenger (9)        |
| Futures (13)          |

| N. | Data              | Torneo                                     | Superficie    | Avversario in finale | Punteggio        |
| 1. | 29 marzo 2009     | The Jersey International, Jersey           | Cemento       | Jan Minář            | 6–3, 6–2         |
| 2. | 15 settembre 2015 | Knoxville Challenger, Knoxville            | Cemento (i)   | Frances Tiafoe       | 5–7, 6–1, 6–3    |
| 3. | 20 marzo 2016     | Challenger de Drummondville, Drummondville | Cemento (i)   | Edward Corrie        | 6–3, 6–4         |
| 4. | 1 maggio 2016     | Santaizi ATP Challenger, Taipei            | Sintetico (i) | Konstantin Kravčuk   | 3–6, 6–4, 6–4    |
| 5. | 14 agosto 2016    | Aptos Challenger, Aptos                    | Cemento       | Cameron Norrie       | 6–3, 6–4         |
| 6. | 19 agosto 2018    | Vancouver Open, Vancouver                  | Cemento       | Jason Kubler         | 4–6, 7–5, 7–6(3) |
| 7. | 9 giugno 2019     | Surbiton Trophy, Surbiton                  | Erba          | Viktor Troicki       | 6–2, 6–3         |
| 8. | 16 giugno 2019    | Nottingham Open, Nottingham                | Erba          | Evgenij Donskoj      | 7–6(3), 6–3      |
| 9. | 12 giugno 2022    | Nottingham Open, Nottingham                | Erba          | Jordan Thompson      | 6–4, 6–4         |

## Risultati in progressione
| Sigla | Risultato               |
| ----- | ----------------------- |
| V     | Vincitore               |
| F     | Finalista               |
| SF    | Semifinalista           |
| O     | Oro olimpico            |
| A     | Argento olimpico        |
| SF    | Bronzo olimpico         |
| QF    | Quarti di Finale        |
| 4T    | Quarto turno            |
| 3T    | Terzo turno             |
| 2T    | Secondo turno           |
| 1T    | Primo turno             |
| RR    | Round Robin             |
| LQ    | Turno di qualificazione |
| A     | Assente                 |
| ND    | Non disputato           |

| Legenda superfici    |
| -------------------- |
| Cemento              |
| Terra battuta        |
| Erba                 |
| Superficie variabile |

### Singolare
Aggiornato al 28 luglio 2025
| Torneo               | 2009  | 2010  | 2011  | 2012  | 2013  | 2014  | 2015  | 2016  | 2017  | 2018  | 2019  | 2020  | 2021  | 2022  | 2023  | 2024  | 2025  | V–S      |
| -------------------- | ----- | ----- | ----- | ----- | ----- | ----- | ----- | ----- | ----- | ----- | ----- | ----- | ----- | ----- | ----- | ----- | ----- | -------- |
| Tornei Grande Slam   |       |       |       |       |       |       |       |       |       |       |       |       |       |       |       |       |       |          |
| Australian Open      | A     | Q2    | A     | A     | A     | Q2    | A     | 1T    | 4T    | A     | 2T    | 2T    | 1T    | 3T    | 3T    | 1T    | Q1    | 8–8      |
| Roland Garros        | A     | A     | A     | A     | A     | Q1    | A     | A     | 1T    | A     | 1T    | 1T    | 1T    | 2T    | 1T    | 1T    | Q2    | 1–7      |
| Wimbledon            | 1T    | Q2    | 1T    | A     | Q1    | 1T    | Q3    | 3T    | A     | Q2    | 3T    | ND    | 3T    | 1T    | 1T    | 1T    | 2T    | 7–10     |
| US Open              | Q1    | A     | A     | A     | 3T    | Q1    | A     | 3T    | A     | A     | 3T    | 2T    | 4T    | 3T    | 3T    | 3T    |       | 16–8     |
| Vittorie-Sconfitte   | 0–1   | 0–0   | 0–1   | 0–0   | 2–1   | 0–1   | 0–0   | 4–3   | 3–2   | 0–0   | 5–4   | 2–3   | 5–4   | 4–4   | 4–4   | 2–4   | 1–1   | 32–33    |
| Nazionale            |       |       |       |       |       |       |       |       |       |       |       |       |       |       |       |       |       |          |
| Coppa Davis          | Z1    | Z2    | A     | Z1    | PO    | A     | V1    | SF    | QF    | PO    | SF    | ND    | QF    | RR    | QF    | RR    |       | 14–22    |
| Vittorie-Sconfitte   | 0–2   | 0–2   | 0–0   | 2–2   | 2–2   | 0–0   | 0–2   | 0–2   | 2–2   | 1–0   | 1–3   | 0–0   | 2–1   | 1–1   | 2–1   | 1–2   |       | 14–22    |
| Statistiche Carriera |       |       |       |       |       |       |       |       |       |       |       |       |       |       |       |       |       |          |
| Titoli / Finali      | 0 / 0 | 0 / 0 | 0 / 0 | 0 / 0 | 0 / 0 | 0 / 0 | 0 / 0 | 0 / 0 | 0 / 1 | 0 / 0 | 0 / 1 | 0 / 0 | 1 / 1 | 0 / 0 | 1 / 1 | 0 / 0 | 0 / 0 | 2 / 4    |
| Totale V–S           | 0–3   | 0–3   | 0–2   | 2–3   | 6–4   | 4–6   | 0–2   | 9–10  | 13–12 | 1–1   | 19–21 | 19–14 | 25–23 | 30–27 | 18–26 | 8–22  | 7–6   | 161–1862 |
| Ranking a fine anno  | 261   | 363   | 342   | 297   | 150   | 305   | 183   | 66    | 133   | 192   | 42    | 32    | 25    | 27    | 38    | 164   |       | 46%      |

1 Ha partecipato solo alla semifinale della Coppa Davis 2015

2 Include il totale V-S 2008 (0–1)

## Vittorie contro giocatori top 10
| Anno     | 2017 | 2018 | 2019 | 2020 | 2021 | 2022 | 2023 | 2024 | Totale |
| -------- | ---- | ---- | ---- | ---- | ---- | ---- | ---- | ---- | ------ |
| Vittorie | 2    | 0    | 1    | 0    | 1    | 1    | 1    | 0    | 6      |

| N.   | Giocatore      | Rank | Torneo                           | Superficie  | Turno | Punteggio          |
| ---- | -------------- | ---- | -------------------------------- | ----------- | ----- | ------------------ |
| 2017 |                |      |                                  |             |       |                    |
| 1.   | Dominic Thiem  | 8    | Sydney International, Sydney     | Cemento     | QF    | 3–6, 6–4, 6–1      |
| 2.   | Marin Čilić    | 7    | Australian Open, Melbourne       | Cemento     | 2T    | 3–6, 7–5, 6–3, 6–3 |
| 2019 |                |      |                                  |             |       |                    |
| 3.   | John Isner     | 9    | Delray Beach Open, Delray Beach  | Cemento     | SF    | 3–6, 6–2, 6–3      |
| 2021 |                |      |                                  |             |       |                    |
| 4.   | Novak Đoković  | 1    | Monte Carlo Masters, Monte Carlo | Terra rossa | 3T    | 6–4, 7–5           |
| 2022 |                |      |                                  |             |       |                    |
| 5.   | Andrej Rublëv  | 8    | Canadian Open, Montreal          | Cemento     | 2T    | 6–4, 6–4           |
| 2023 |                |      |                                  |             |       |                    |
| 6.   | Frances Tiafoe | 10   | Washington Open, Washington      | Cemento     | QF    | 6–4, 7–5           |